# Milam County
Das Milam County ist ein County im Bundesstaat Texas der Vereinigten Staaten. Das U.S. Census Bureau hat bei der Volkszählung 2020 eine Einwohnerzahl von 24.754 ermittelt. Der Sitz der County-Verwaltung (County Seat) befindet sich in Cameron.

## Geographie
Das County liegt etwa 100 km östlich des geographischen Zentrums von Texas und hat eine Fläche von 2646 Quadratkilometern, wovon 13 Quadratkilometer Wasserfläche sind. Es grenzt im Uhrzeigersinn an folgende Countys: Falls County, Robertson County, Burleson County, Lee County, Williamson County und Bell County.

## Geschichte
Milam County wurde am 17. März 1836 als Original-County gebildet. Die Verwaltungsorganisation wurde im Jahr darauf abgeschlossen. Benannt wurde es nach Benjamin Rush Milam (1788–1835), der im Britisch-Amerikanischen Krieg kämpfte und Handel mit den Comanchen betrieb. Er war an der Gründung einer Kolonie in Texas beteiligt und Soldat zu Beginn der texanischen Revolution. Er war aktiv am Mexikanischen und später am Texanischen Unabhängigkeitskrieg beteiligt. Er fiel bei der Belagerung von Béxar.
Fünf Bauwerke und Bezirke im County sind im National Register of Historic Places („Nationales Verzeichnis historischer Orte“; NRHP) eingetragen (Stand 27. November 2021), darunter das Milam County Courthouse and Jail, das Dr. Nathan and Lula Cass House und das International & Great Northern Railroad Passenger Depot.

## Demografische Daten

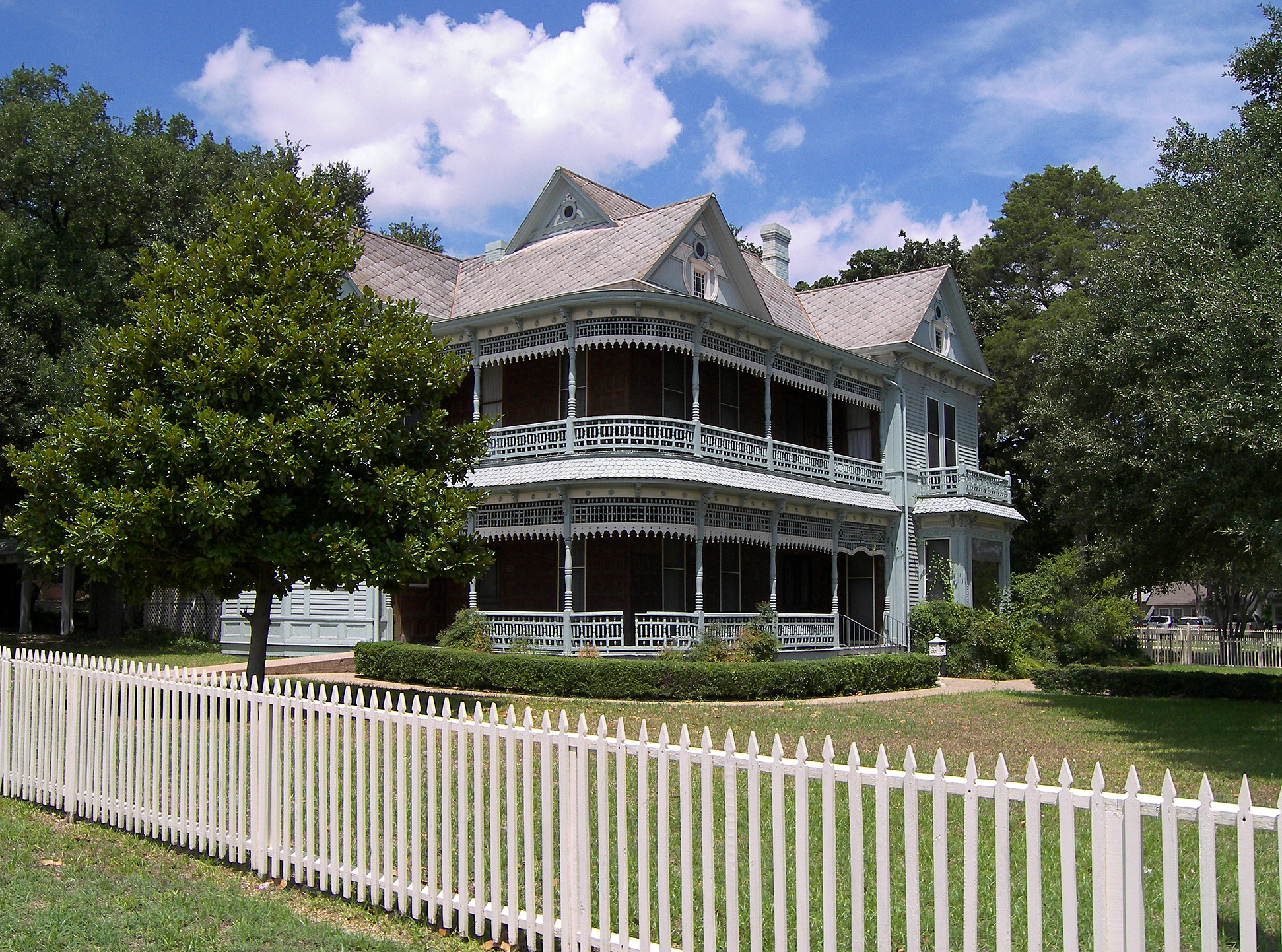
Das Dr. Nathan and Lula Cass House, gelistet im NRHP mit der Nr. 91000037

Nach der Volkszählung im Jahr 2000 lebten im Milam County 24.238 Menschen in 9.199 Haushalten und 6.595 Familien. Die Bevölkerungsdichte betrug 9 Einwohner pro Quadratkilometer. Ethnisch betrachtet setzte sich die Bevölkerung zusammen aus 78,89 Prozent Weißen, 11,05 Prozent Afroamerikanern, 0,50 Prozent amerikanischen Ureinwohnern, 0,22 Prozent Asiaten, 0,01 Prozent Bewohnern aus dem pazifischen Inselraum und 7,70 Prozent aus anderen ethnischen Gruppen; 1,63 Prozent stammten von zwei oder mehr Ethnien ab. 18,63 Prozent der Einwohner waren spanischer oder lateinamerikanischer Abstammung.
Von den 9.199 Haushalten hatten 32,4 Prozent Kinder oder Jugendliche, die mit ihnen zusammen lebten. 56,5 Prozent waren verheiratete, zusammenlebende Paare 11,3 Prozent waren allein erziehende Mütter und 28,3 Prozent waren keine Familien. 25,9 Prozent waren Singlehaushalte und in 14,1 Prozent lebten Menschen im Alter von 65 Jahren oder darüber. Die durchschnittliche Haushaltsgröße betrug 2,59 und die durchschnittliche Familiengröße betrug 3,11 Personen.
27,5 Prozent der Bevölkerung war unter 18 Jahre alt, 7,7 Prozent zwischen 18 und 24, 24,7 Prozent zwischen 25 und 44, 22,9 Prozent zwischen 45 und 64 und 17,2 Prozent waren 65 Jahre alt oder älter. Das Medianalter betrug 38 Jahre. Auf 100 weibliche Personen kamen 96,1 männliche Personen und auf 100 Frauen im Alter von 18 Jahren oder darüber kamen 90,6 Männer.

Das jährliche Durchschnittseinkommen eines Haushalts betrug 33.186 USD, das Durchschnittseinkommen einer Familie betrug 40.431 USD. Männer hatten ein Durchschnittseinkommen von 30.149 USD, Frauen 20.594 USD. Das Prokopfeinkommen betrug 16.920 USD. 12,2 Prozent der Familien und 15,9 Prozent der Einwohner lebten unterhalb der Armutsgrenze.

## Städte und Gemeinden
- Ben Arnold
- Buckholts
- Burlington
- Cameron
- Cross Roads
- Cyclone
- Davilla
- Detmold
- Elevation
- Gano
- Gause
- Hoyte
- Jones Prairie
- Lilac
- Maysfield
- Meeks
- Milano
- Minerva
- Nile
- Pettibone
- Praesel
- Rockdale
- Salty
- San Gabriel
- Sandy Creek
- Sharp
- South Elm
- Thorndale
- Val Verde
- Yarrelton